# Franconville (Meurthe-et-Moselle)
Franconville ist eine französische Gemeinde im Département Meurthe-et-Moselle in der Region Grand Est. Sie gehört zum Kanton Lunéville-2 im Arrondissement Lunéville. Nachbargemeinden sind Lamath im Norden, Gerbéviller im Nordosten und Südosten, Haudonville im Osten, Moriviller im Süden und Landécourt im Westen.

## Bevölkerungsentwicklung

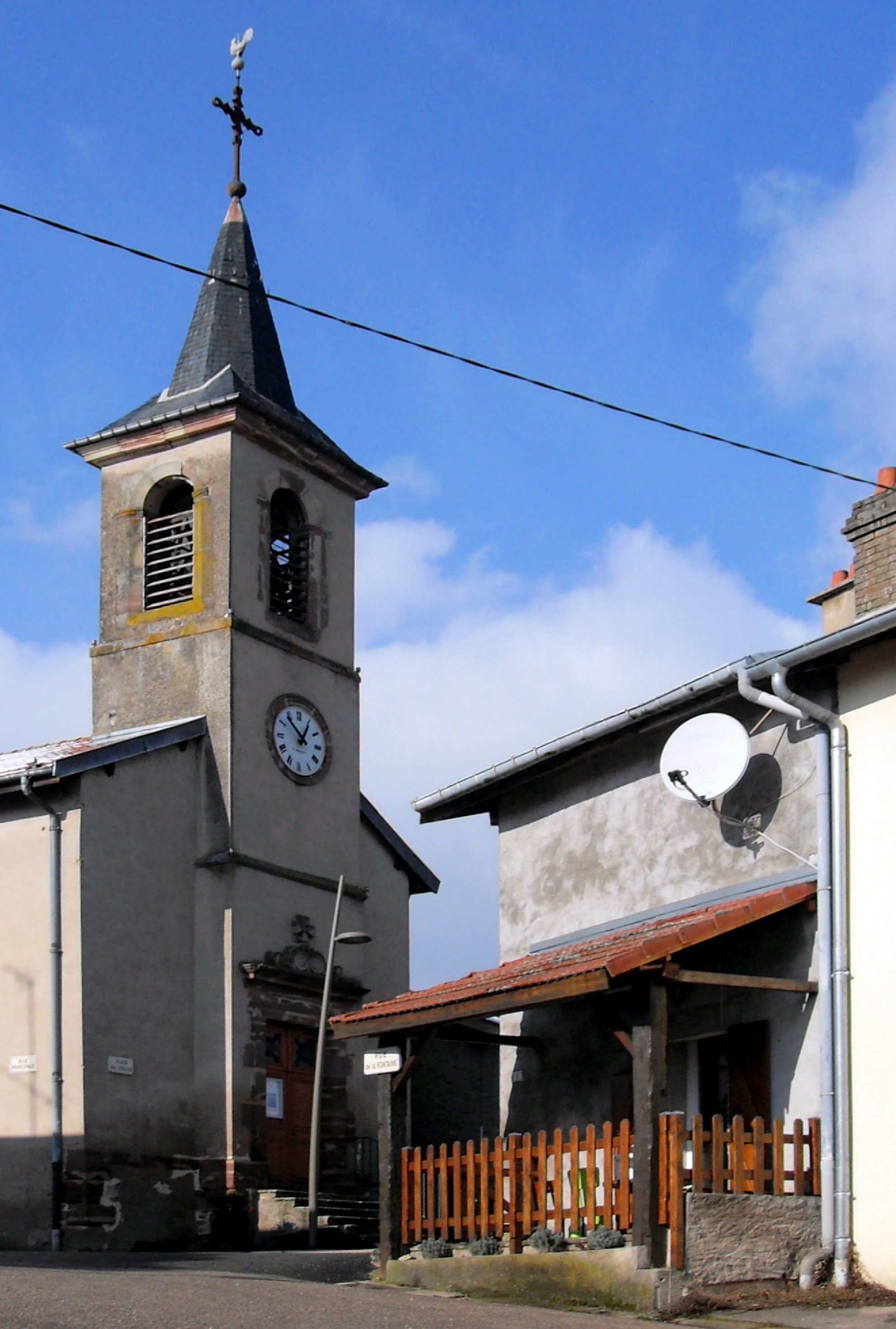
Kirche Saint-Mansuy

| Jahr      | 1962 | 1968 | 1975 | 1982 | 1990 | 1999 | 2008 | 2019 |
| --------- | ---- | ---- | ---- | ---- | ---- | ---- | ---- | ---- |
| Einwohner | 68   | 58   | 47   | 47   | 46   | 43   | 50   | 71   |